# برايان سيمبسون (موسيقي)
برايان سيمبسون (بالإنجليزية: Brian Simpson)‏ هو موسيقي أمريكي، ولد في 1961.

## وصلات خارجية
- الموقع الرسمي
- برايان سيمبسون على موقع IMDb (الإنجليزية)
- برايان سيمبسون على موقع ميوزك برينز (الإنجليزية)
- برايان سيمبسون على موقع أول ميوزيك (الإنجليزية)
- برايان سيمبسون على موقع ديسكوغز (الإنجليزية)